# Armando Crispino
Armando Crispino, né le 18 octobre 1924 à Biella dans la région du Piémont, et mort le 6 octobre 2003 à Rome dans la région du Latium, est un réalisateur et scénariste italien.

## Biographie
Armando Crispino naît à Biella dans la région du Piémont en 1924. Diplômé en droit, il est l'un des fondateurs du cinéclub de Turin. Après avoir travaillé chez un notaire, il devient critique de cinéma pour le quotidien L'Unità à la fin des années 1940.
En 1951, il s'installe à Rome et commence à travailler comme assistant-réalisateur et scénariste pour Luigi Comencini, Pietro Germi, Antonio Pietrangeli, Mario Camerini ou Enzo Provenzale. Il travaille également sur des documentaires et des publicités pour les compagnies automobiles Fiat et Officine Meccaniche. En 1963, il épouse l'actrice de doublage Franca Lumachi (it) avec qui il aura deux enfants, l'actrice Gilberta Crispino (it) et l'écrivain et réalisateur Francesco Crispino.
Il réalise en 1966 son premier film, la comédie Les Nuits facétieuses (Le piacevoli notti), en collaboration avec Luciano Lucignani, film qui est inspiré par le recueil d'histoires du même nom écrit par Giovanni Francesco Straparola en 1550.
Il s'illustre ensuite dans les différents genres à la mode de l'époque, comme le western spaghetti avec Johnny le bâtard (John il bastardo) en 1967, le film de guerre avec L'Enfer de la guerre (Commandos) en 1968, le drame historique teinté d'érotisme avec La badessa di Castro réalisé d'après la nouvelle L'Abbesse de Castro du romancier français Stendhal, le giallo avec L'etrusco uccide ancora inspiré par une nouvelle de l'écrivain britannique Bryan Edgar Wallace ou le film d'horreur comique Plus moche que Frankenstein tu meurs (Frankenstein all'italiana) en 1975.
Il se retire du monde du cinéma à la fin des années 1970. Il meurt à Rome en 2003 à l'âge de 78 ans. En 2007, son fils réalise le documentaire Linee d'ombra (it) en hommage à la carrière de son père.

## Filmographie

### Comme réalisateur
- 1966 : Les Nuits facétieuses (Le piacevoli notti) (avec Luciano Lucignani)
- 1967 : Johnny le bâtard (John il bastardo)
- 1968 : L'Enfer de la guerre (Commandos)
- 1969 : Faccia da schiaffi (it)
- 1972 : L'etrusco uccide ancora
- 1974 : L'Abbesse de Castro (La badessa di Castro)
- 1975 : Frissons d'horreur (Macchie solari)
- 1975 : Plus moche que Frankenstein tu meurs (Frankenstein all'italiana)

### Comme scénariste
- 1957 : Souvenirs d'Italie (Souvenir d'Italie) d'Antonio Pietrangeli
- 1958 : Les Époux terribles (Nata di marzo) d'Antonio Pietrangeli
- 1960 : Vent du sud (Vento del sud d'Enzo Provenzale
- 1961 : Traqués par la gestapo (L'oro di Roma) de Carlo Lizzani
- 1965 : Una bella grinta de Giuliano Montaldo
- 1966 : Du rififi à Amsterdam (Rififí ad Amsterdam) de Sergio Grieco
- 1967 : Tue et fais ta prière (Requiescant) de Carlo Lizzani
- 1967 : La Peur aux tripes (Assassination) d'Emilio Miraglia
- 1967 : Johnny le bâtard (John il bastardo)
- 1968 : L'Enfer de la guerre (Commandos)
- 1972 : L'etrusco uccide ancora
- 1972 : Le Coriace (Un uomo dalla pelle dura) de Franco Prosperi
- 1974 : L'Abbesse de Castro (La badessa di Castro)
- 1975 : Frissons d'horreur (Macchie solari)

### Comme assistant-réalisateur
- 1951 : Les Volets clos (Persiane Chiuse) de Luigi Comencini
- 1952 : Mademoiselle la Présidente (La presidentessa) de Pietro Germi
- 1953 : La figlia del forzato de Gaetano Amata (de)
- 1955 : La Belle de Rome (La bella di Roma) de Luigi Comencini
- 1955 : Le Célibataire (Lo scapolo) d'Antonio Pietrangeli
- 1957 : Souvenirs d'Italie (Souvenir d'Italie) d'Antonio Pietrangeli
- 1958 : Les Époux terribles (Nata di marzo) d'Antonio Pietrangeli
- 1960 : Adua et ses compagnes (Adua e le compagne) d'Antonio Pietrangeli
- 1960 : La Rue des amours faciles (Via Margutta) de Mario Camerini
- 1960 : Vent du sud (Vento del sud d'Enzo Provenzale
- 1961 : Les Joyeux Fantômes (Fantasmi a Roma) d'Antonio Pietrangeli
- 1962 : Les Guérilleros (I briganti italiani) de Mario Camerini

## Crédit d'auteurs
- (it) Cet article est partiellement ou en totalité issu de l’article de Wikipédia en italien intitulé « Armando Crispino » (voir la liste des auteurs).